# Eugen Rudolph Wilhelm Thym
Eugen Rudolph Wilhelm Thym (* 19. Juli 1826 in Mittelfischbach; † 5. März 1895 in Waiblingen) war ein deutscher Verwaltungsbeamter.

## Leben
Thym war ein Sohn des Pfarrers Ludwig Wilhelm Thym. Er absolvierte das Studium der Regiminalwissenschaft an der Universität Tübingen und war seit 1844 Mitglied der Burschenschaft Germania Tübingen. Er legte 1849 die erste und 1850 die zweite höhere Dienstprüfung ab. 1850 trat er seine erste Stelle als außerordentlicher Hilfsarbeiter beim Oberamt Ellwangen an. Später wurde er Aktuar bei den Oberämtern Stuttgart und Künzelsau, Kollegialhilfsarbeiter bei der Regierung des Jagstkreises in Ellwangen, 1862 Assessor bei der Regierung des Schwarzwaldkreises in Reutlingen, 1866 Oberamtmann des Oberamts Calw, 1872 Oberamtmann des Oberamts Göppingen, 1884 Oberamtmann des Oberamt Waiblingen. 1887 erhielt er Titel und Rang eines Regierungsrats. 1894 trat er in den Ruhestand.

## Auszeichnungen
- Ritterkreuz 1. Klasse des Friedrichs-Ordens (1875)
- Ritterkreuz des Ordens der Württembergischen Krone (1894)